# Rosemount
Rosemount est une ville du comté de Dakota, dans le Minnesota, aux États-Unis. Sa population s’élevait à 21 874 habitants lors du recensement de 2010, estimée à 23 911 habitants en 2016.

## Personnalités liées à la ville
- Pierce Butler, membre de la Cour suprême des États-Unis.
- Mike Morris, joueur de hockey sur glace.
- Tom Preissing, joueur de hockey sur glace.
- Lona Williams, scénariste, productrice et actrice.

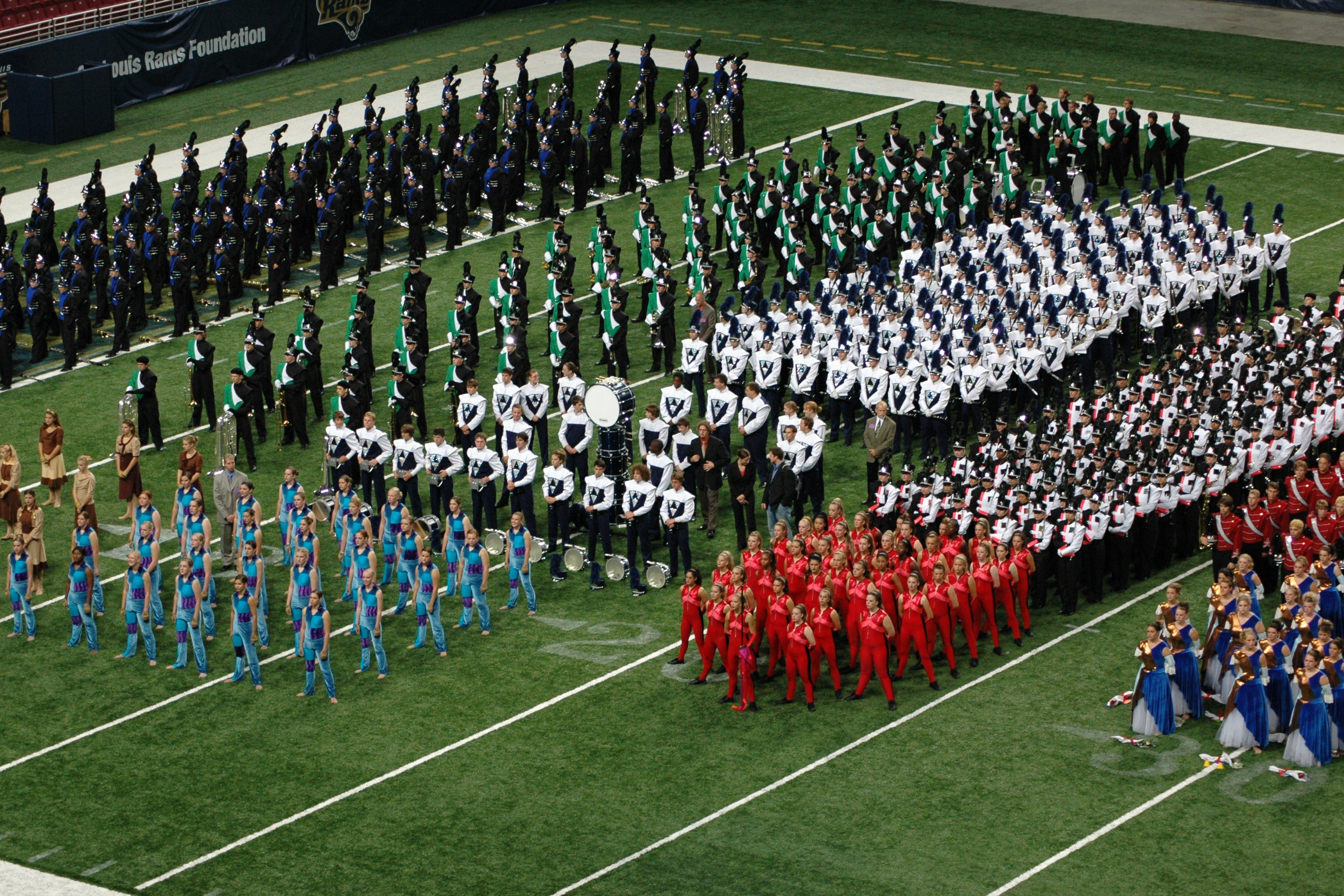
Rosemount High School Marching Band Rassemblement pour la cérémonie de remise des prix à St. Louis, Missouri, octobre 2006 - 7e place sur 51 groupes - août 2011